# Eucalyptus pileata
Eucalyptus pileata ist eine Pflanzenart innerhalb der Familie der Myrtengewächse (Myrtaceae). Sie kommt im südlichen Western Australia und im Südwesten und Süden von South Australia vor und wird dort „Capped Mallee“ oder „Ravensthorpe Mallee“ genannt.

## Beschreibung

### Erscheinungsbild und Blatt
Eucalyptus pileata wächst in der Wuchsform der Mallee-Eukalypten, dies ist eine Wuchsform, die mehr strauchförmig als baumförmig ist, es sind meist mehrere Stämme vorhanden, die einen Lignotuber ausbilden; es werden Wuchshöhen von bis zu 8 Meter erreicht. Die Borke ist am gesamten Exemplar glatt und grau, grau-braun, braun, cremefarben oder hellgrau. Öldrüsen gibt es sowohl in der Borke als auch im Mark.
Bei Eucalyptus pileata liegt Heterophyllie vor. Die Laubblätter sind stets in Blattstiel und Blattspreite gegliedert. Der Blattstiel ist schmal abgeflacht oder kanalförmig. An mittelalten Exemplaren ist die Blattspreite lanzettlich oder eiförmig, gerade, ganzrandig und matt grau-grün. Die auf Ober- und Unterseite gleichfarbig glänzend grünen Blattspreiten an erwachsenen Exemplaren sind lanzettlich, relativ dick, verjüngen sich zur Spreitenbasis hin und besitzen ein spitzes oberes Ende. Die erhabenen Seitennerven gehen in einem spitzen Winkel vom Mittelnerv ab. Die Keimblätter (Kotyledone) sind verkehrt-nierenförmig.

### Blütenstand und Blüte
Seitenständig an einem bei einer Breite von bis zu 3 mm im Querschnitt schmal abgeflachten oder kantigen Blütenstandsschaft stehen in einem einfachen Blütenstand drei bis sieben Blüten zusammen. Die Blütenknospen sind spindelförmig und nicht blaugrün bemehlt oder bereift. Die Kelchblätter bilden eine Calyptra, die früh abfällt. Die gewellte Calyptra ist halbkugelig, so lang wie der glatte oder gestreifte Blütenbecher (Hypanthium) und breiter als dieser. Die Blüten sind weiß oder cremeweiß. Die Blütezeit in Western Australia ist Februar bis Mai oder September bis Oktober.

### Frucht und Samen
Die Frucht ist halbkugelig. Der Diskus ist eingedrückt, die Fruchtfächer sind auf dem Niveau des Randes oder stehen heraus. Die Samen sind rot.

## Vorkommen
Das natürliche Verbreitungsgebiet von Eucalyptus pileata liegt im Südwesten und Süden von Western Australia, zwischen Kalgoorlie-Boulder, Albany und Esperance, sowie in an den westlichen und mittleren Abschnitten der Küste South Australias. Eucalyptus pileata kommt in Western Australia in den selbständigen Verwaltungsbezirken Coolgardie, Cranbrook, Dundas, Esperance, Kent, Kondinin, Lake Grace, Menzies, Ravensthorpe, Victoria Plains und Yilgarn in den Regionen Goldfields-Esperance, Great Southern und Wheatbelt vor.
Eucalyptus pileata wächst auf roten Sandböden oder  roten, sandigen oder steinigen Lehmböden über eisenhaltigem Sandstein oder Granit. Eucalyptus pileata findet man auf Sandebenen oder felsigen Aufschlüssen.

## Systematik
Die Erstbeschreibung von Eucalyptus pileata erfolgte 1934 durch William Blakely in A Key to the Eucalypts, S. 120. Das Typusmaterial weist die Beschriftung „W.A. – Desmond, near Ravensthorpe (J. H. Maiden, November, 1909)“ auf. Synonym für Eucalyptus pileata Blakely ist Eucalyptus pileata subsp. triada Brooker MS.
Begrenzte Intergradation wurde zwischen Eucalyptus pileata und Eucalyptus cretata festgestellt.